# 普法尔茨
普法尔茨（德語：Pfalz，發音：[pfalts] ⓘ），此詞彙的原意是指德国的一種特殊的领地類別，这種领地的领主称为普法尔茨伯爵（或行宮伯爵）（。在普法尔茨领地内，普法尔茨伯爵拥有行使王权的能力，所以又译为王權伯爵。普法尔茨伯爵作为一种职位的出现最早是为了作为君主（羅馬人民的國王或神圣罗马帝国皇帝）在该地的直接代表。后来这种职位变成世袭。
而德国历史上曾出现过許多塊普法尔茨领地，其中比較著名的就是洛林-普法尔茨伯國、莱茵-普法尔茨伯國和最为著名的普法尔茨选侯国。因為其它的普法尔茨领地早已不復存在，所以普法尔茨一詞有時就是直接代稱這塊特定的領地，而成為此詞彙的第二種意思。本條目即是介紹這第二層涵義。
另外需要注意的是，历史上的普法尔茨选侯国比當今位于德國莱茵河左岸的行政區莱茵兰-普法尔茨州大得多，领土范围涵盖德國的莱茵兰-普法尔茨州和法国北部的阿尔萨斯部分区域。普法尔茨选侯国原来的领土还包括位于莱茵河东岸的海德堡和曼海姆。

## 歷史

### 洛林-普法尔茨伯國時期
最早出现的普法尔茨领地是洛林-普法尔茨伯國，它从10世纪开始就存在了。在11世纪，洛林-普法尔茨伯國的统治者是埃佐家族，该家族统治着莱茵河两岸的众多伯国。众伯国以科隆和波恩为中心，南部延伸至摩泽尔河与纳厄河，阿尔蔡为最南端。洛林-普法尔茨伯爵赫尔曼二世于1085在决斗中身亡后，埃佐家族绝嗣，而普法尔茨伯爵在洛林的军事重要性也降低了，普法尔茨伯爵所辖领地缩小到莱茵河畔，从此之後，普法尔茨伯爵被改設为“莱茵-普法尔茨伯爵”。

### 萊茵-普法爾茨伯國時期
霍亨斯陶芬的康拉德是第一位世袭的莱茵-普法尔茨伯爵，其统治区域有霍亨斯陶芬家族在法兰克尼亚的领地采邑和莱茵河流域的领地。其中领地大部来源于该家族的王室祖先-萨利安家族，一小部分来自于康拉德的母系祖先，即萨尔布吕肯。1195年，韦尔夫家族的亨利五世以康拉德女婿的身份成为新一任莱茵-普法尔茨伯爵。
在13世纪初期，维特尔斯巴赫家族的巴伐利亚公爵们凭借公爵奥托二世和海因里希五世之女阿格尼丝的后人身份继承并统治莱茵-普法尔茨，從此巴伐利亚公爵便開始身兼萊茵-普法尔茨伯爵。但在1329年，巴伐利亞公爵兼神聖羅馬帝國皇帝（巴伐利亞的）路易四世又將萊茵-普法爾茨與巴伐利亚公国境内以安贝格为中心的多瑙河北部分給哥哥魯道夫一世（已在十年前的1319年過世）的兩個兒子，而自己的後代則繼承巴伐利亚公国的主要部分。由此维特尔斯巴赫家族分裂為普伐爾茨和巴伐利亞兩個分支。其中長系從此被稱為维特尔斯巴赫家族-普法尔茨系，另外因為其領地同時分散在德意志的西東兩側--莱茵-普法尔茨和巴伐利亚公国境内以安贝格为中心的多瑙河北部，便將前者稱為下普法尔茨，后者称为上普法尔茨。

### 普法爾茨選侯國時期
在1356年金玺诏书颁布后，莱茵-普法尔茨伯爵被列入七大选帝侯之列，同时被授予行使王权的权利以及作为王室在法兰克尼亚、士瓦本、莱茵河流域和德意志南部代理人，称为“普法尔茨选帝侯”。
领地在后代之间不停瓜分的结果，是维特尔斯巴赫家族在16世纪初分成了分别统治锡门、凯撒斯劳滕、茨韦布吕肯（以上在莱茵-普法尔茨境内）和统治诺伊堡、苏尔茨巴赫（以上在巴伐利亚境内）的几个支系。以海德堡为政治中心的普法尔茨选侯家族在1530年代改宗路德宗。 
在继承选侯头衔的家族长支于1559年绝嗣后，锡门支系的腓特烈三世成为选侯，此人是一个坚定的加尔文宗信徒。腓特烈三世的孙子腓特烈四世和他的顾问安哈尔特的克里斯蒂安是1608年新教联盟的主要创建者。1619年，腓特烈五世选侯接受了波希米亚的王位，结果在白山战役失败后（1620年），他被皇帝斐迪南二世剥夺了选侯职位，该头衔被赠给了皇帝的支持者、同属于维特尔斯巴赫家族的巴伐利亚公爵马克西米连一世。
在1648年签署威斯特伐利亚和约之后，腓特烈五世的次子和继承者卡尔一世·路德维希恢复了下普法尔茨的统治权和选侯的头衔，但在八名选侯中居于末席，未能收回被巴伐利亚支系夺取的上普法尔茨（即多瑙河以北的巴伐利亚）。1685年锡门支绝嗣，选侯头衔由诺伊堡支继承，他们将选侯府邸从海德堡迁到了曼海姆。1742年诺伊堡支亦告绝嗣，苏尔茨巴赫支的成员继承了普法尔茨，后来又在巴伐利亚支绝嗣后继承了巴伐利亚（1777年）。1799年，维特尔斯巴赫家族的所有领地终于统一。
普法尔茨的左岸部分在法国大革命和拿破仑战争时期被法国占领和吞并，其右岸部分则被转给了巴登大公国。在1814年至1815年维也纳会议上，普法尔茨的左岸部分被归还维特尔斯巴赫家族并在1816年变成了巴伐利亚王国的一部分。在第一次世界大战后整个普法尔茨仍然是巴伐利亚的一部分（称为巴伐利亚普法尔茨），直到第二次世界大战结束才被分离出来，脱离巴伐利亚成為了新成立的萊茵蘭-普法爾茨州的一部分。